# De Monitor (televisieprogramma)
De Monitor is een wekelijks televisieprogramma van KRO-NCRV uitgezonden tussen 2015 en 2020 waarin aan de hand van tips van kijkers maatschappelijke problemen aan de kaak worden gesteld. Met een open journalistiek platform proberen de makers door te dringen tot de kern van maatschappelijke problemen zonder harde oordelen te vellen. Door met de verantwoordelijken direct in contact te treden probeert het platform te zoeken naar een goede oplossing.
Het programma begon met presentator Teun van de Keuken (bekend van de Volkskrant en Keuringsdienst van Waarde) en kreeg in 2020 een tweede presentatrice, Anna Gimbrère, die een wetenschappelijke achtergrond heeft.
In januari 2021 is het programma samen met het radioprogramma Reporter Radio samengesmolten met het onderzoeksjournalistieke platform Pointer. 